# David Goldschmidt
David M. Goldschmidt (21 de maio de 1942 in New York City) é um matemático estadunidense. Trabalha principalmente com teoria de grupos.
Goldschmidt obteve um doutorado em 1969 na Universidade de Chicago, orientado por John Griggs Thompson, com a tese On the 2-Exponent of a finite group. Foi na década de 1980 Professor da Universidade da Califórnia em Berkeley. A partir de 1991 foi diretor do Center for Communication Research da Universidade de Princeton (parte do Institute for Defense Analyses).

## Obras
- Algebraic functions and projective curves, Springer, 2002.
- Group characters, symmetric functions and the Hecke Algebra, American Mathematical Society, 1993.
- com Alberto Delgado, Bernd Stellmacher: Groups and Graphs: new results and methods, Birkhäuser, 1985.
- Lectures on Character Theory, Publish or Perish, 1980.